# Usen'
L'Usen' (in russo Усень?; in baschiro, Өҫән) è un fiume della Russia europea orientale, affluente di destra dell'Ik. Scorre nel Baškortostan.
La lunghezza del fiume è di 147 km, l'area del bacino è di 2 460 km². Sfocia nell'Ik a 342 km dalla foce.